# San Giovanni Incarico
San Giovanni Incarico település Olaszországban, Lazio régióban, Frosinone megyében. Lakosainak száma 3049 fő (2023. január 1.). San Giovanni Incarico Arce, Colfelice, Falvaterra, Pastena, Pico, Pontecorvo, Roccasecca és Ceprano községekkel határos.

## Népesség
A település lakossága az elmúlt években az alábbi módon változott:
| Lakosok száma | 3307 | 3291 | 3049 |
|               | 2017 | 2018 | 2023 |